# Norman Powell
Norman Wilman-Calbert Powell (San Diego, California, 25 de mayo de 1993) es un baloncestista estadounidense, nacionalizado jamaicano, que pertenece a la plantilla de los Miami Heat de la NBA. Con 1,93 metros de estatura, juega en la posición de escolta.

## Trayectoria deportiva

### Universidad
Powell jugó cuatro temporadas de baloncesto universitario con los Bruins de la Universidad de California en Los Ángeles, en las que promedió 9,8 puntos y 3,0 rebotes por partido. En 2015, fue nombrado en el mejor quinteto de la Pacific-12 Conference después de promediar 16,4 puntos y 4,7 rebotes en 36 partidos.

#### Estadísticas
| Año     | Equipo | PJ  | PT | MPP  | %TC  | %3P  | %TL  | RPP | APP | ROB | TPP | PPP  |
| ------- | ------ | --- | -- | ---- | ---- | ---- | ---- | --- | --- | --- | --- | ---- |
| 2011–12 | UCLA   | 33  | 1  | 17.8 | .377 | .347 | .600 | 2.2 | 1.2 | .5  | .3  | 4.6  |
| 2012–13 | UCLA   | 35  | 9  | 22.1 | .434 | .293 | .675 | 2.2 | 1.1 | .7  | .5  | 6.1  |
| 2013–14 | UCLA   | 37  | 37 | 25.7 | .533 | .294 | .780 | 2.8 | 1.7 | 1.4 | .4  | 11.4 |
| 2014–15 | UCLA   | 36  | 36 | 34.6 | .456 | .319 | .751 | 4.7 | 2.1 | 1.8 | .4  | 16.4 |
| Total   | Total  | 141 | 83 | 25.2 | .461 | .314 | .746 | 3.0 | 1.5 | 1.1 | .4  | 9.8  |

### Profesional
El 25 de junio de 2015, fue seleccionado en la posición número 46 del Draft de la NBA de 2015 por los Milwaukee Bucks, pero sus derechos fueron traspasados junto con una selección de primera ronda del draft de 2017 a los Toronto Raptors a cambio de Greivis Vásquez. El 15 de julio de 2015, firmó su primer contrato como profesional con los Raptors.
El 13 de junio de 2019, con Toronto Raptors, se proclamó campeón de la NBA.
Durante su sexta temporada en Toronto, el 17 de marzo de 2021 consigue su mejor registro anotador con 43 puntos ante Detroit Pistons. Luego, el 25 de marzo, es traspasado a Portland Trail Blazers a cambio de Rodney Hood y Gary Trent Jr.
El 2 de agosto de 2021, acuerda una extensión de contrato con los Blazers por $90 millones y 5 años. El 4 de febrero de 2022 es traspasado, junto a Robert Covington a Los Angeles Clippers, a cambio de Justise Winslow, Eric Bledsoe y Keon Johnson.
Durante la postemporada de su segundo año en los Clippers, el 20 de abril de 2023 en el tercer encuentro de primera ronda ante Phoenix Suns, anota 42 puntos.
Tras cuatro temporadas en Los Ángeles, el 7 de julio de 2025, es traspasado a Miami Heat en un intercambio entre tres equipos.

### Selección nacional
En abril de 2025, tras nacionalizarse, se compromete a jugar con el combinado nacional de Jamaica, debutando el 8 de agosto ante Barbados.

## Estadísticas de su carrera en la NBA
|  | Denota temporadas en la que ganó un campeonato de la NBA |

### Temporada regular
| Año     | Equipo        | PJ  | PT  | MPP  | %TC  | %3P  | %TL  | RPP | APP | ROB | TPP | PPP  |
| ------- | ------------- | --- | --- | ---- | ---- | ---- | ---- | --- | --- | --- | --- | ---- |
| 2015-16 | Toronto       | 49  | 24  | 14.8 | .424 | .404 | .811 | 2.3 | 1.0 | .6  | .2  | 5.6  |
| 2016-17 | Toronto       | 76  | 18  | 18.0 | .449 | .324 | .792 | 2.2 | 1.1 | .7  | .2  | 8.4  |
| 2017-18 | Toronto       | 70  | 18  | 15.2 | .401 | .285 | .821 | 1.7 | 1.3 | .5  | .2  | 5.5  |
| 2018-19 | Toronto       | 60  | 3   | 18.8 | .483 | .400 | .827 | 2.3 | 1.5 | .7  | .2  | 8.6  |
| 2019-20 | Toronto       | 52  | 26  | 28.4 | .495 | .399 | .843 | 3.7 | 1.8 | 1.2 | .4  | 16.0 |
| 2020-21 | Toronto       | 42  | 31  | 30.4 | .498 | .439 | .865 | 3.0 | 1.8 | 1.1 | .2  | 19.6 |
| 2020-21 | Portland      | 27  | 27  | 34.4 | .443 | .361 | .880 | 3.3 | 1.9 | 1.3 | .4  | 17.0 |
| 2021-22 | Portland      | 40  | 39  | 33.3 | .456 | .406 | .803 | 3.3 | 2.1 | 1.0 | .4  | 18.7 |
| 2021-22 | L.A. Clippers | 5   | 2   | 25.0 | .508 | .542 | .857 | 2.8 | 2.8 | .4  | .8  | 21.4 |
| 2022-23 | L.A. Clippers | 60  | 8   | 26.1 | .479 | .397 | .812 | 2.9 | 1.8 | .8  | .3  | 17.0 |
| 2023-24 | L.A. Clippers | 76  | 3   | 26.2 | .486 | .435 | .831 | 2.6 | 1.1 | .6  | .3  | 13.9 |
| 2024-25 | L.A. Clippers | 60  | 60  | 32.6 | .484 | .418 | .804 | 3.2 | 2.1 | 1.2 | .2  | 21.8 |
| Total   | Total         | 617 | 259 | 24.2 | .471 | .398 | .824 | 2.7 | 1.5 | .8  | .3  | 13.2 |

### Playoffs
| Año   | Equipo        | PJ | PT | MPP  | %TC  | %3P  | %TL  | RPP | APP | ROB | TPP | PPP  |
| ----- | ------------- | -- | -- | ---- | ---- | ---- | ---- | --- | --- | --- | --- | ---- |
| 2016  | Toronto       | 18 | 3  | 11.4 | .386 | .269 | .875 | 1.5 | .3  | .7  | .1  | 3.8  |
| 2017  | Toronto       | 9  | 5  | 25.2 | .427 | .441 | .833 | 3.1 | 1.6 | 1.1 | .3  | 11.7 |
| 2018  | Toronto       | 6  | 0  | 6.7  | .286 | .143 | .750 | .3  | .3  | .0  | .0  | 2.0  |
| 2019  | Toronto       | 23 | 0  | 15.9 | .444 | .387 | .737 | 2.2 | 1.1 | .4  | .0  | 6.5  |
| 2020  | Toronto       | 11 | 0  | 24.8 | .490 | .423 | .793 | 2.4 | 1.0 | .5  | .3  | 13.4 |
| 2021  | Portland      | 6  | 6  | 36.0 | .500 | .385 | .889 | 2.2 | 2.0 | .8  | 1.0 | 17.0 |
| 2023  | L.A. Clippers | 5  | 3  | 33.5 | .474 | .406 | .774 | 3.0 | 2.2 | .8  | .4  | 21.8 |
| 2024  | L.A. Clippers | 6  | 0  | 29.8 | .426 | .448 | .800 | 2.8 | .3  | .5  | .0  | 12.8 |
| 2025  | L.A. Clippers | 7  | 7  | 34.0 | .472 | .350 | .778 | 2.4 | 2.4 | 1.1 | .3  | 16.0 |
| Total | Total         | 91 | 24 | 21.0 | .451 | .386 | .801 | 2.2 | 1.1 | .6  | .2  | 9.7  |

## Vida personal
Norman tiene dos hermanas mayores, Joniece y Margaret.